# Дискографија групе Mando Diao

Дискографија шведске рок групе Мандо диао састоји се од пет студијских албума, седамнаест синглова и два EP издања.

## Албуми
| Година | Детаљи                                                                     | Позиција на листи | Позиција на листи  | Позиција на листи | Позиција на листи | Позиција на листи | Серитфикација         |
| Година | Детаљи                                                                     | [ 1 ]             | [ тражи се извор ] | [ 2 ]             | [ 3 ]             | [ 4 ]             | Серитфикација         |
| ------ | -------------------------------------------------------------------------- | ----------------- | ------------------ | ----------------- | ----------------- | ----------------- | --------------------- |
| 2002   | Bring 'Em In - Објављен у октобру 2002. - Издавачке куће: /                | 5                 | –                  | –                 | –                 | –                 | - : Златна - : Златна |
| 2004   | Hurricane Bar - Објављен 22. септембра 2004. - Издавачка кућа:             | 6                 | 25                 | 26                | 18                | –                 | - : Златна - : Златна |
| 2006   | Ode to Ochrasy - Објављен 25. августа 2006. - Издавачка кућа:              | 7                 | 2                  | 5                 | 3                 | –                 | - : Златна - : Златна |
| 2007   | Never Seen the Light of Day - Објављен 22. октобра 2007. - Издавачка кућа: | 9                 | 10                 | 10                | 9                 | –                 |                       |
| 2009   | Give Me Fire - Објављен 13. фебруара 2009. - Издавачка кућа:               | 2                 | 1                  | 1                 | 1                 | 38                | - : Златна - : Златна |

## Синглови
| Година | Назив                                             | Позиција | Позиција           | Позиција | Позиција | Позиција | Позиција | Позиција | Позиција | Албум                       |
| Година | Назив                                             | [ 7 ]    | [ тражи се извор ] | [ 8 ]    | [ 9 ]    | [ 10 ]   | Грчка    | [ 11 ]   | [ 12 ]   | Албум                       |
| ------ | ------------------------------------------------- | -------- | ------------------ | -------- | -------- | -------- | -------- | -------- | -------- | --------------------------- |
| 2002   | „Mr. Moon“                                        | 33       | –                  | –        | –        | –        | –        | –        | –        | Bring 'Em In                |
| 2002   | „The Band“                                        | 52       | –                  | –        | –        | –        | –        | –        | –        | Bring 'Em In                |
| 2003   | „Sheepdog“                                        | –        | –                  | –        | –        | –        | –        | –        | –        | Bring 'Em In                |
| 2004   | „Clean Town“                                      | 29       | –                  | –        | –        | –        | –        | –        | –        | Hurricane Bar               |
| 2004   | „Down in the Past“                                | –        | –                  | –        | –        | 87       | –        | –        | 238      | Hurricane Bar               |
| 2005   | „You Can't Steal My Love“                         | –        | –                  | –        | –        | –        | –        | –        | 73       | Hurricane Bar               |
| 2005   | „God Knows“                                       | –        | –                  | –        | –        | 90       | –        | –        | 64       | Hurricane Bar               |
| 2006   | „Long Before Rock 'N' Roll“                       | 16       | 53                 | 69       | –        | 53       | –        | –        | –        | Ode to Ochrasy              |
| 2006   | „Good Morning, Herr Horst“                        | –        | –                  | –        | –        | –        | –        | –        | –        | Ode to Ochrasy              |
| 2007   | „TV & Me“                                         | –        | –                  | –        | –        | –        | –        | –        | –        | Ode to Ochrasy              |
| 2007   | „The Wildfire (If It Was True)“                   | –        | –                  | –        | –        | –        | –        | –        | –        | Ode to Ochrasy              |
| 2007   | „Ochrasy“                                         | –        | –                  | –        | –        | –        | –        | –        | –        | Ode to Ochrasy              |
| 2007   | „If I Don't Live Today, I Might Be Here Tomorrow“ | 15       | –                  | –        | –        | –        | –        | –        | –        | Never Seen the Light of Day |
| 2007   | „Never Seen the Light of Day“                     | 34       | –                  | –        | –        | –        | –        | –        | –        | Never Seen the Light of Day |
| 2008   | „Train on Fire“                                   | –        | –                  | –        | –        | –        | –        | –        | –        | Never Seen the Light of Day |
| 2009   | „Dance with Somebody“                             | 4        | 1                  | 3        | 13       | 2        | 17       | 9        | –        | Give Me Fire                |
| 2009   | „Gloria“                                          | 34       | 32                 | 49       | –        | 33       | –        | –        | –        | Give Me Fire                |
| 2009   | „Mean Street“                                     | –        | –                  | –        | –        | –        | –        | –        | –        | Give Me Fire                |

## EP издања
| Година | Назив             | Позиција | Позиција           | Позиција | Позиција | Позиција | Позиција | Позиција | Позиција | Албум        |
| Година | Назив             | [ 7 ]    | [ тражи се извор ] | [ 8 ]    | [ 9 ]    | [ 10 ]   | Грчка    | [ 11 ]   | [ 12 ]   | Албум        |
| ------ | ----------------- | -------- | ------------------ | -------- | -------- | -------- | -------- | -------- | -------- | ------------ |
| 2002   | „Motown Blood EP“ | 37       | –                  | –        | –        | –        | –        | –        | –        | Bring 'Em In |
| 2002   | „Paralyzed EP“    | –        | –                  | –        | –        | –        | –        | –        | 140      | Bring 'Em In |

## Видеографија
| Година | Назив                                             | Режисер                      | Албум                       |
| ------ | ------------------------------------------------- | ---------------------------- | --------------------------- |
| 2002   | „Mr. Moon“                                        | Магнус Хердер                | Bring 'Em In                |
| 2002   | „The Band“                                        | Хокан Шилер                  | Bring 'Em In                |
| 2003   | „Sheepdog“                                        | Понтус Андерсон              | Bring 'Em In                |
| 2003   | „Paralyzed“                                       | Хокан Шилер                  | Bring 'Em In                |
| 2004   | „Clean Town“                                      | Амир Чамдин                  | Hurricane Bar               |
| 2004   | „God Knows“                                       | Јохан Торел и Џон Нордквист  | Hurricane Bar               |
| 2004   | „Down in the Past“                                | Кристофер Диус               | Hurricane Bar               |
| 2005   | „You Can't Steal My Love“                         | Маурисио Молинари            | Hurricane Bar               |
| 2006   | „Long Before Rock 'N' Roll“                       | Данијел Скилс                | Ode to Ochrasy              |
| 2006   | „Good Morning, Herr Horst“                        | Ловиса Инсера                | Ode to Ochrasy              |
| 2006   | „TV & Me“                                         | Кале Хаглунд                 | Ode to Ochrasy              |
| 2007   | „The Wildfire (If It Was True)“                   | Џили Барнс                   | Ode to Ochrasy              |
| 2007   | „Ochrasy“                                         | Ловиса Инсера                | Ode to Ochrasy              |
| 2007   | „If I Don't Live Today, I Might Be Here Tomorrow“ | Андреас Нилсон               | Never Seen the Light of Day |
| 2007   | „Never Seen the Light of Day“                     | Маркус Енгстранд             | Never Seen the Light of Day |
| 2008   | „Train On Fire“                                   | Бјерн Фавремарк и Џон Боисен | Never Seen the Light of Day |
| 2009   | „Dance With Somebody“                             | Мат Вигнал и Верн Моен       | Give Me Fire                |
| 2009   | „Gloria“                                          | Мат Вигнал                   | Give Me Fire                |
| 2009   | „Mean Street“                                     | Мат Вигнал                   | Give Me Fire                |